# Igor' Kanygin
Igor' Alekseevič Kanygin (in russo Игорь Алексеевич Каныгин?; Krasnodar, 30 giugno 1994) è un cestista russo.